# Apion haematodes
Apion haematodes är en skalbaggsart som beskrevs av Kirby 1808. Apion haematodes ingår i släktet Apion, och familjen spetsvivlar. Arten är reproducerande i Sverige.

## Bildgalleri

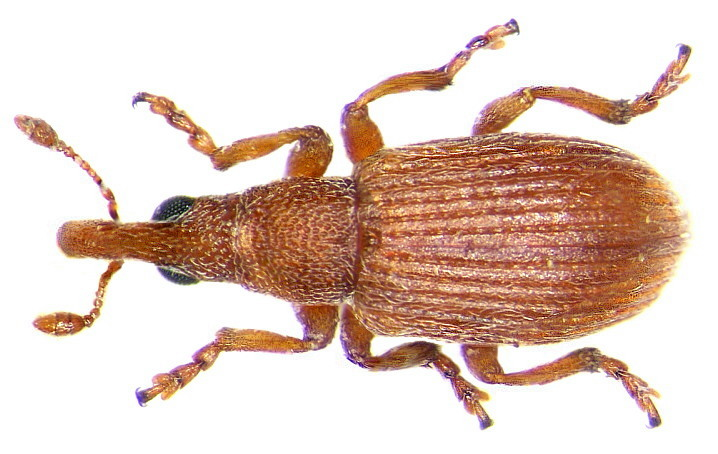
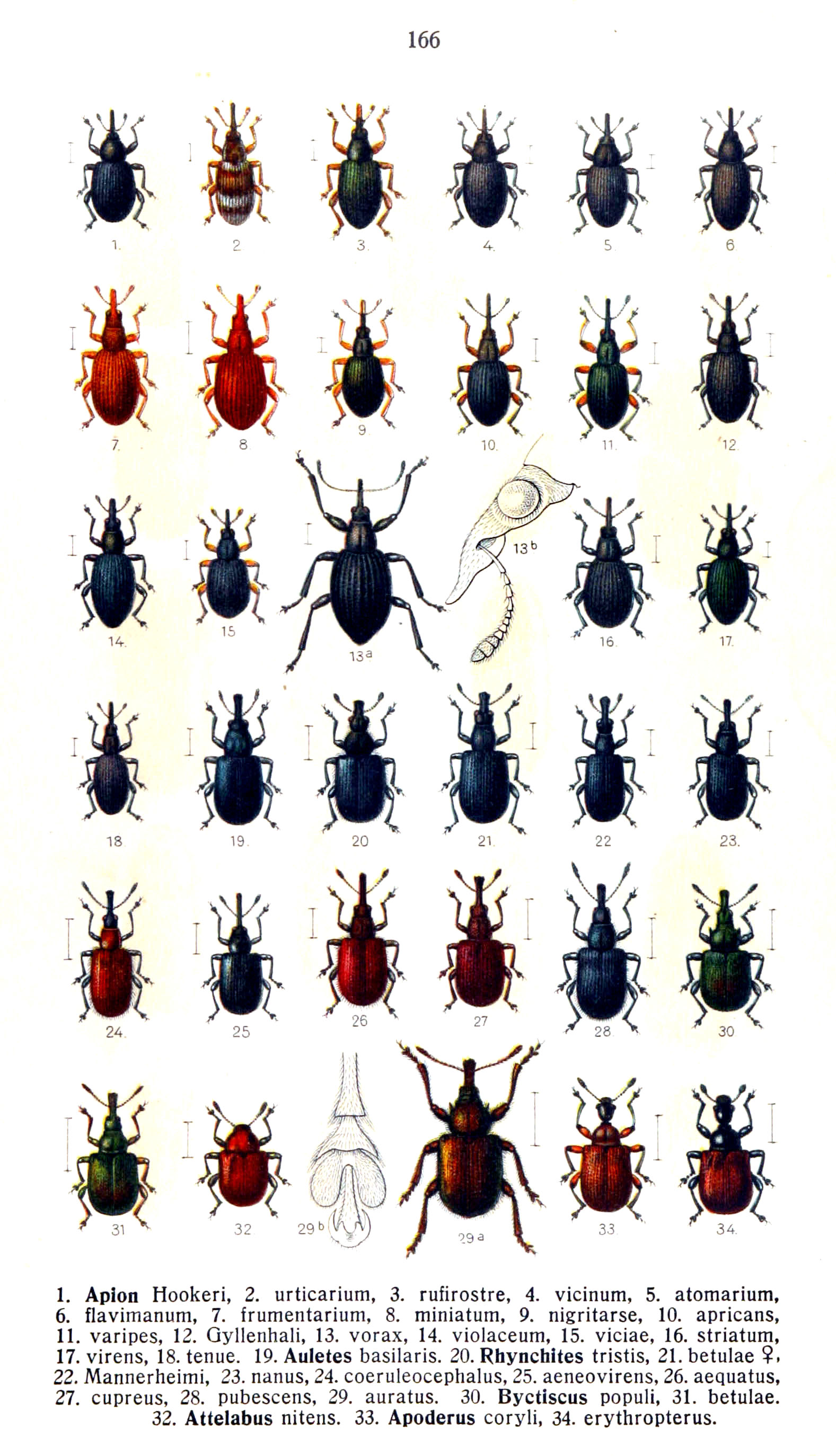